# Râul Aisne
Aisne este un râu în partea de nord-est a Franței. Este un afluent al râului Oise făcând astfel parte din bazinul fluviului Sena. Izvorăște din departamentul Meuse lângă localitatea Rembercourt-Sommaisne, situată la poalele munților Ardeni. Are o lungime de 353 km, un debit mediu de 65,4 m³/s și un bazin de 7.290 km². Se varsă în Oise la Compiègne.
Râul face parte din sistemul de canale din nordul Franței, fiind navigabil pe o porțiune de 117 km.